# Lampsace
Lampsace, en grec ancien : Λαμψάκη, est, selon la légende grecque, une princesse, honorée comme une héroïne puis déifiée.
Elle donne son nom à la cité de Lampsaque en Asie mineure.

## Récit
Son histoire est connue par les œuvres de Plutarque et de Polyen. Lampsace est la fille de Mandron, roi des Bébryces à Pityussa, l'ancien nom de Lampsaque. Son père est aidé par Phobus de Phocée dans un conflit militaire contre les peuples voisins et, en récompense, il assigne à Phobus une partie de son royaume, où ce dernier conduit une colonie de Phocée. Les colons menent par la suite plusieurs campagnes militaires réussies et obtiennent de nombreux trophées, ce qui fait que la population barbare de Pityussa les craint et les envie. Les Bébryciens mettent alors au point un complot visant à chasser les Grecs de leurs terres en l'absence de Mandron. Lampsace a vent du complot et le rapporte aux Grecs, qui devancent alors les barbares en élaborant un stratagème de leur cru : ils invitent les Bébryciens à un banquet sacrificiel et lorsque ceux-ci se sont enivrés, une moitié des Grecs les massacre pendant que l'autre moitié prend le contrôle des murs de la cité. Les Grecs invitent alors Mandron à régner sur eux, mais celui-ci préfère partir, emportant avec lui les femmes et les enfants de ceux qui avaient été tués. 
Lampsace est grandement honorée pour avoir informé les Grecs de la menace imminente, mais elle tombe malade et meurt. Les citoyens lui offrent de magnifiques funérailles et la vénèrent comme une héroïne, renommant Pityussa en Lampsaque, en son honneur. Plus tard, un vote est organisé pour la promouvoir au rang de déesse. En tant que telle, elle est encore vénérée à l'époque de Plutarque,,.
Le nom de Lampsace, qui découle de ce culte, est associé, à Rome, en Grèce et en Asie, à la débauche et au libertinage.